# Боярышник обыкновенный
Боя́рышник обыкнове́нный, или Боярышник колю́чий, или Боярышник сгла́женный (лат. Crataegus laevigata) — кустарник или небольшое дерево, вид рода Боярышник (Crataegus) семейства Розовые (Rosaceae).

## Распространение и экология
В природе ареал вида охватывает практически всю территорию Европы. В России дико не встречается, но нередко культивируется в средней полосе и на юге.
Произрастает в кустарниковых зарослях, по опушкам, в редких лиственных и сосновых лесах, в уреме рек, на осыпях и обнажениях, особенно хорошо на тяжелых глинистых почвах. Приурочен преимущественно к районам с ясно выраженным морским климатом.
Растёт медленно, теневынослив, засухоустойчив, морозостоек. Известен экземпляр этого вида в возрасте свыше 400 лет, имевший 2,5 м в обхвате.

## Ботаническое описание

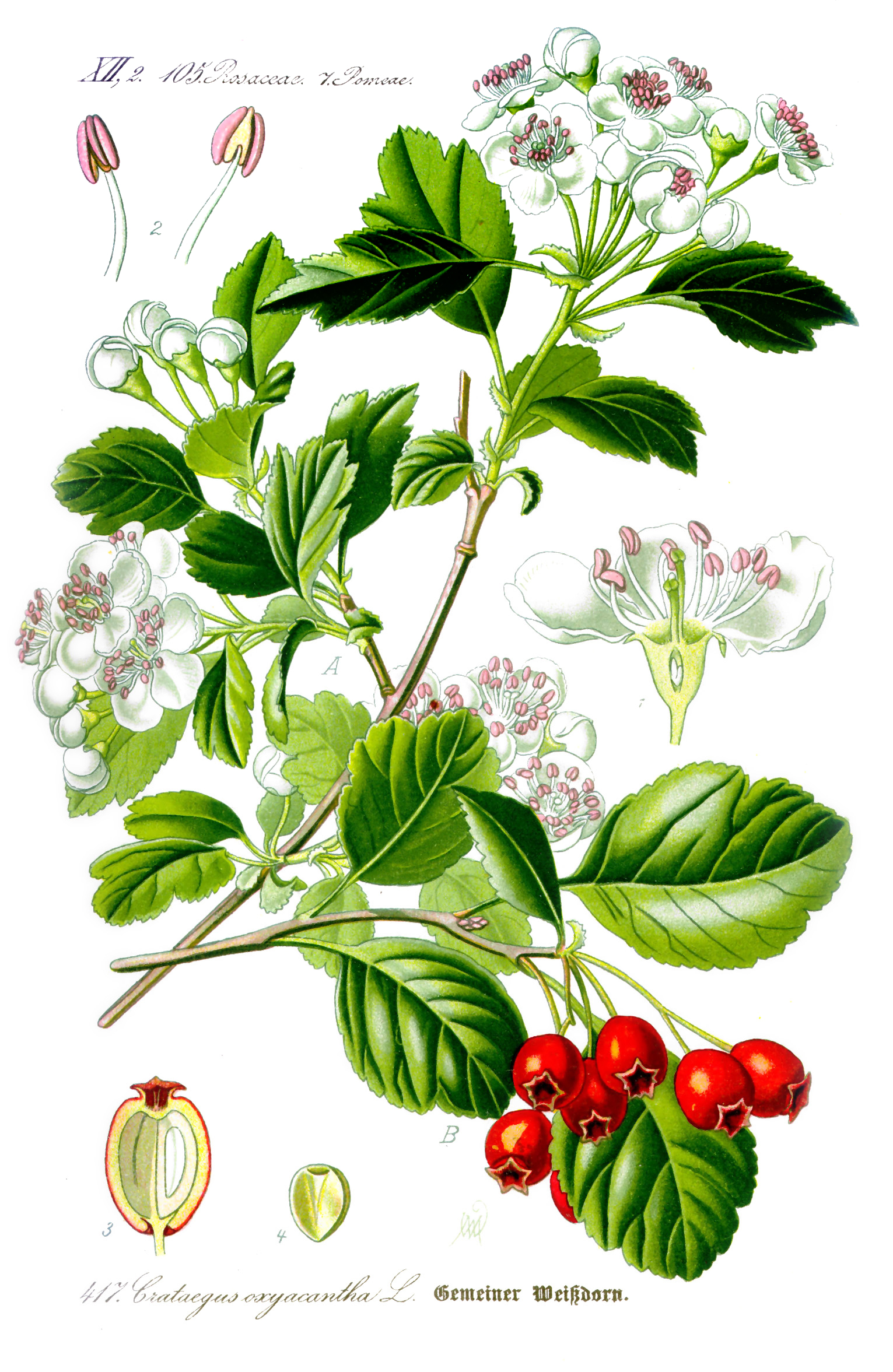

Боярышник обыкновенный представляет собой большой кустарник или небольшое деревцо с несимметричной кроной, достигающие в высоту 3—8 м, редко до 12 м. Кора старых ветвей светло-серая; ветки оливково- или красновато-коричневые; молодые побеги мягко-волосистые, позднее голые. Колючки длиной 0,6—2,5 см, у культурных экземпляров немногочисленные, иногда имеются также облиственные колючки.
Почки яйцевидно-округлые, длиной 2—3 мм. Листья — голые, тонкие, в начале бумагообразные, потом довольно плотные, с верхней стороны тёмно-зелёные, с нижней — светло-зелёные, в очертании обратнояйцевидные, длиной 2—6 см, шириной 2—5 см; нижние листья цельные, лишь на вершине зубчатые, остальные — трёхлопастные, лопасти чаще тупые, реже островатые, городчато-зубчатые, реже острозубчатые, средняя иногда трёхнадрезная; на неплодоносящих побегах — более крупные, более широкие и более глубоко рассечённые, 3—5-раздельные. Черешки войлочно-опушенные, длиной 0,8—2,0 см.
Соцветия прямостоящие, редкие, 6—12-цветковые, с длинными голыми осями и цветоножками. Цветки диаметром 1,2—1,5 см, белые или розовые; чашелистики широкие, овально-треугольные, распростёртые; тычинок 18—20, с красными пыльниками; столбиков 2, реже 3.
Плоды эллипсоидальные, яйцевидные или почти шаровидные, неясно гранистые, красного или красно-коричневого цвета, реже желтые или беловатые, диаметром 7—10 мм, сочные. Косточки в числе 2—3, длиной до 7 мм, шириной 5—6 мм, выпуклые, с 2—3 бороздками со спинной стороны и плоские, извилисто бороздчатые с брюшной стороны.
Цветение в мае — июне. Плодоношение с августа.
|                                                                                  |  |  |  |
| Слева направо. Ствол взрослого дерева, лист, цветки сорта Paul's Scarlet, плоды. |  |  |  |

## Растительное сырьё
Сухие плоды содержат до 35,4 % сахаров, виноградную и лимонную кислоту. В свежих ягодах от 8 до 18 % сахаров.
В плодах обнаружены урсоловая, хлорогеновая, виннокаменная, кофейная и лимонная кислоты, β-ситостерин, сапонины и флавоноиды, аскорбиновая кислота, каротин, дубильные и горькие вещества, сорбит, холин, ацетилхолин и жирное масло.
В листьях и цветках содержатся хлорогеновая, кофейная, кратегусовая и ряд других кислот, флавоноиды, гиперозид, кверцетин, витексин, эфирное масло (до 0,2 %), триметиламин.
В семенах найдены гликозид амигдалин и жирное масло, в коре — эскулин.

## Значение и применение
Плоды, собранные после заморозков, употребляют как в свежем, так в консервированном виде (засахаренными). Они используются как начинки для пирогов, идут на приготовление варенья, киселей, компотов, суррогатов кофе и чая. Мука из сушёных плодов используется в хлебопекарной промышленности для приготовления витаминного хлеба с фруктовым привкусом.
Из коры боярышников получают красную, коричневую и жёлтую краски для тканей.
Издавна и широко используют как декоративное растение в садах и парках, а высокоствольные формы также в аллейных посадках. Прекрасно переносит стрижку и формовку; благодаря большой побегообразующей способности является ценной породой для живых изгородей.
Осенью листья охотно поедаются овцами, козами, крупно рогатым скотом. В зелёном виде не поедаются.
Медоносы, охотно посещаются пчёлами, дают нектар и пыльцу.

### Применение в народной медицине
Употребление боярышника с лекарственными целями известно со времён Диоскорида.
Плоды и цветки используются в народной медицине при ревматизме, отёках, атеросклерозе, повышенной функции щитовидной железы, мигрени, психических расстройствах в климактерическом периоде, эпилепсии, гипертонической болезни.
Кора молодых веток, собранная ранней весной, — как противолихорадочное и вяжущее средство, а также при поносе.

### Применение в научной медицине
В современной медицине препараты боярышника колючего (полученные из зрелых плодов и соцветий в начале цветения) используются как средство, оказывающее стимулирующее действие на сердечную мышцу и при функциональных расстройствах сердечной деятельности. Клиническими испытаниями установлено, что жидкий экстракт плодов и соцветий снижает кровяное давление, повышает работоспособность, уменьшает болевые ощущения, снимает чувство тяжести и сжимания в области сердца.
Назначают боярышник при ангионеврозах, миастении, стенокардии, как хорошее средство при бессоннице на почве нервного возбуждения, при мерцательной аритмии и пароксизмальной тахикардии, гипертиреозе с тахикардией.
Экстракт плодов входит в состав комплексного препарата «Кардиовален», применяемого при ревматических пороках сердца, кардиосклерозе, стенокардии, вегетативных неврозах.

## Классификация

### Таксономия
В прошлом был широко известен под названием Crataegus oxyacantha.
Вид Боярышник обыкновенный входит в род Боярышник (Crataegus) трибы Pyreae подсемейства Спирейные (Spiraeoideae) семейства Розовые (Rosaceae) порядка Розоцветные (Rosales).
|  |                                      |  |                                                              |                                                              |                   |  | ещё 8 семейств (согласно Системе APG III) | ещё 8 семейств (согласно Системе APG III)    |                                              |  |  |  | ещё 7 триб (согласно Системе APG III)         | ещё 7 триб (согласно Системе APG III)         |  |  |  |  | ещё от 200 до 300 видов | ещё от 200 до 300 видов |
|  |                                      |  |                                                              |                                                              |                   |  | ещё 8 семейств (согласно Системе APG III) | ещё 8 семейств (согласно Системе APG III)    |                                              |  |  |  | ещё 7 триб (согласно Системе APG III)         | ещё 7 триб (согласно Системе APG III)         |  |  |  |  | ещё от 200 до 300 видов | ещё от 200 до 300 видов |
|  |                                      |  |                                                              | порядок Розоцветные                                          |                   |  |                                           |                                              | подсемейство Спирейные                       |  |  |  |                                               | род Боярышник                                 |  |  |  |  |                         |                         |
|  |                                      |  |                                                              | порядок Розоцветные                                          |                   |  |                                           |                                              | подсемейство Спирейные                       |  |  |  |                                               | род Боярышник                                 |  |  |  |  |                         |                         |
|  | отдел Цветковые, или Покрытосеменные |  |                                                              |                                                              | семейство Розовые |  |                                           |                                              | триба Pyreae                                 |  |  |  | вид Боярышник обыкновенный                    |                                               |  |  |  |  |                         |                         |
|  | отдел Цветковые, или Покрытосеменные |  |                                                              |                                                              |                   |  |                                           |                                              |                                              |  |  |  |                                               |                                               |  |  |  |  |                         |                         |
|  |                                      |  | ещё 44 порядка цветковых растений (согласно Системе APG III) | ещё 44 порядка цветковых растений (согласно Системе APG III) |                   |  |                                           | ещё 8 подсемейств (согласно Системе APG III) | ещё 8 подсемейств (согласно Системе APG III) |  |  |  | ещё около 60 родов (согласно Системе APG III) | ещё около 60 родов (согласно Системе APG III) |  |  |  |  |                         |                         |
|  |                                      |  |                                                              | ещё 44 порядка цветковых растений (согласно Системе APG III) |                   |  |                                           |                                              | ещё 8 подсемейств (согласно Системе APG III) |  |  |  |                                               | ещё около 60 родов (согласно Системе APG III) |  |  |  |  |                         |                         |

### Представители
В рамках вида выделяют ряд форм:
- Crataegus laevigata f. rubra С.К.Schneid. — цветки тёмно-красные с белым центром;
- Crataegus laevigata f. splendens С.К.Schneid. — цветки ярко-красные, махровые;
- Crataegus laevigata f. alba plena Rehd. — цветки белые, махровые, позднее розовеющие;
- Crataegus laevigata f. Candida plena Spaeth — цветки белые, махровые, не меняющие окраску;
- Crataegus laevigata f. rosea Loud. — цветки розовые с белым центром;
- Crataegus laevigata f. punicea Lodd. — цветки тёмно-красные;
- Crataegus laevigata f. Gireoudii Spath — молодые листья бело-пёстрые с розовым оттенком.